# Su Đok
Su Đok ili Su Jok (od korejskih reči — Su = šaka i Jok (Đok) = stopalo), je korejska alternativna dijagnostičko-terapijska metoda po refleksnim tačkama dlanova i stopala. Danas se, ova metoda osim u Koreji koristi u lečenju bolesti u mnogim zemljama sveta, a posebno u SAD, Rusiji i Istočnoj Evropi.
Zbog sistema sličnosti delova tela koji su iste celine (npr. šake/stopala sa telom), praktičar Su Đok metode pronalazi korespondentno mesto koje sasvim precizno ukazuje na postojanje energetske disharmonija na mestu kojem ta lokacija korespondira. Stimulacijom utvrđene korespondentne loptice vrši se inverzno delovanje na deo tela kome korespondira dijagnostikovano mesto, čime se realizuje inverzni postupak u odnosu na njen nastanak. Ovaj postupak se izvodi pomoću Su Đok instrumenata dijagnostičkog štapića, magneta i drugih Su Đok instrumenata koji mikro energetskim delovanjem dovodi do veoma snažnih efekata koji su samoregulišućeg karaktera.

## Istorija
Začetnik ove grane alternativne mediicine je prof. Park Džae Vu (Park Jae Woo), koji je njne osnovne prencipe zasnovao na Korejskoj tradicionalnoj medicini. Prema mišljenu prof. Vere Đordjević, jednog od velikih zagovornika Su Đok terapije u Srbiji:
Profesor Park, u Su Đok sistemu, vidi dva nivoa znanja: za ljude koji nemaju medicinsko obrazovanje i za medicinske radnike koji bi terapijske mogućnosti ove metode koristili znatno temeljnije. Praktično to znači sledeće: ovladavši Su Đok metodom, ljudi bez stručnog medicinskog znanja uspevali bi sebi i svojim najbližima da pruže potrebnu svakidašnju pomoć. Na ovaj način bili bi lišeni mnogobrojnih nelagodnosti, strahova, iščekivanja i višečasovnih sedenja po čekaonicama. S druge strane državni organi i sistemi zdravstvene zaštite uspevali bi da uštede mnogo i vremena i novca. Na ovaj način, lekarima i zdravstvenim radnicima bi bilo omogućeno da se sa mnogo više vremena pažnje posvete težim pacijentima.
Od 1993. godine Su Đok se organizovano primenjuje u Srbiji. U tom smislu od ove godine počelo je obučavanje iz oblasti Su Đok terapije u Balkan Su Jok Therapy Center-u, po Programu Međunarodne Su Đok Akademije (ISA) iz Moskve, odobrenom od strane autora metode prof. Park Džae Vua,. Obuku je u Srbiji do sada je završilo 707 polaznika kako sa medicinskim, tako i bez medicinskog obrazovanja.

## Opšte informacije
Ukoliko postoji poremećaj u određenom organu ili zoni tela, funkcionalni disbalans će se reflektovati na korespondentne sisteme na šakama i stopalima. U tom smislu Su Đok terapeuti polazeći od toga da je građa šake i stopala slična građi ljudskog tela, objašnjavaju da u ljudskom telu možemo izdvojiti trup i pet isturenih delova tela - glavu, vrat i četiri ekstremiteta. Sličnost je dokaz dubokih unutrašnjih veza koje postoje između tela, šake i stopala.
Polazeći od ovog terapija ovom metodom podrazumeva tretman korespondentnih zona i bioaktivnih tačaka na dlanovima i stopalim, pri čemu se uticaj tretmana reflektuje sistemski u organizmu. Pri tome akupunkturne tačke, koje pripadaju sistemima različitih dimenzija pokazuju osetljivost na pritisak dijagnostičkom olovkom. Stimulacijom najaktivnijih tačaka postižu se terapeutski rezultati. 
Su Đok terapija je sinteza prirodnih metoda lečenja, zasnovanih na određenim filozofskim principima, a deo njih svaki čovek može uspešno da upotrebi za samoizlečenje, delujući na šake i stopala.

## Deblokada energetskog polja
U bolesnom organu ili delu tela zbog poremećaja cirkulacije energije pojavljuje se neka vrsta električnog „kratkog spoja" - energetske blokade, koja stvara elektromagnetske talase. Ovi talasi, zato što imaju specifičnu frekvenciju za svaki od  poremećaja u telu, dospevaju istovremeno u sve analogne delove. Dalje, oni obrazuju takozvane „korespondentne loptice" koje su pri dodiru, odnosno nadražaju veoma bolne. 
Proces je sličan „strujnom kolu” kojem se sa određenog mesta šalje impuls koji poboljšava protok. Ukoliko se ne pronađe terapijska tačka ili se ne stimuliše pravilno, jedino će izostati očekivani pozitivan efekat, a organizmu se pri tom ne može naneti bilo kakva šteta.
Veoma dobre rezultate u ovoj terapija daje i masaža vrhova prstiju jer se ovde projektuje mozak, a u mini sistemu i celo telo čoveka. Masaža vrhova prstiju i noktiju ima veliki učinak koji je kod akutnih stanja često trenutan.
U slučajevima kada je potrebna trajnija stimulacija terapijskih tačaka mogu se koristiti razni štapići, grančice, magneti i semenke raznih biljaka.

### Glavne karakteristike
Glavne karakteristike Su Đok terapije su:
- Viskoka efikasnost,
- Neškodljivost primene,
- Univerzalnost metode,
- Pristupačnost metode za svakog čoveka,
- Jednostavna primena.

## Kontraindikacije
Kod ove metode nema kontraindikacija, ni neželjenih efekata.

## Stav naučne medicine i holistike
Sa holističke tačke gledišta bolest je izraz poremećenog stanja životne energije koja više ne osciluje na idealnoj frekvenciji a koji se manifestuje simptomima na emotivnom, mentalnom ili fizičkom nivou. Razlika u gledištu leži u tome da je su za klasičnu medicinu to znaci određene bolesti (entiteta) a za holističku su samo simptomi. Nauka je dokazala da su materija i energija isto, a jedina razlika je u frekvenciji, tj. materija je energija na odredjenoj frekvenciji.
Holistički pristup ne negira stanovište zvanične medicine o značaju ni jednog faktora: dobrih gena, snažnije konstitucije, kompetentnijeg imunološkog aparata i odgovora, kao i rane dijagnoze, blagovremene terapije, adekvatno izvedenog lečenja i nade da će biti izlečeni. U tom smislu, Su Đok kao i sve tehnike i metode integrativne medicine, prema shvatanu holistike mogu pomoći klijentu da pre svega ostane živ, da mu pruže šansu da produženjem životra shvati poruke bolesti, da dobije uvid u samu suštinu svog postojanja i ponovo uspostavi balans u svom organizmu. Kako različitim ljudima odgovaraju različite metode holističke medicine, to je i i Su Đok terapija našla svoje mesto u ovoj grani medicine, kod specifičnih ličnosti (klijenta) i njegovog nivoa svesti.

## Literatura
- Ministarstvo zdravlja Republike Srbije. Pravilnik o bližim uslovima, načinu i postupku obavljanja metoda i postupaka tradicionalne medicine. Službeni glasnik Republike Srbije, br. 107/05

## Spoljašnje veze
- Su Jok Srbija
- Discover ideas about Acupressure Points Chart (језик: енглески)

|  | Molimo Vas, obratite pažnju na važno upozorenje u vezi sa temama iz oblasti medicine (zdravlja). |